# マックス・テグマーク
マックス・エリック・テグマーク（Max Erik Tegmark、1967年5月5日 - ）は、スウェーデン出身で、現在アメリカ合衆国において研究活動を行っている物理学者、理論物理学者である。専門は宇宙論、万物の理論に関する研究。2011年12月現在、マサチューセッツ工科大学教授。

## 略歴
数学者の父ハロルド・シャピロ（en:Harold S. Shapiro）と、母カリン・テグマーク（Karin Tegmark）の息子として、1967年にスウェーデンで生まれた。スウェーデンのストックホルムにあるスウェーデン王立工科大学で学び、アメリカのカリフォルニア大学バークレー校で博士号を受けた。ペンシルバニア大学で研究を行ったのち、2004年9月から2022年現在までマサチューセッツ工科大学で研究を続けている。高校生時代には同級生の友人 Magnus Bodin と共に、スウェーデン製の8ビットコンピューターABC80で動作するワープロソフトを、純粋なマシン語で記述し、それを商業的に販売していた。

## 研究
テグマークの研究の中心分野は宇宙論である。しばしば実験家とも協力しながら、観測結果と理論的分析を合わせ、宇宙モデルとそれが取りうる自由なパラメーター（物理定数）に対する束縛条件を与えることを研究している。200以上の論文・著作を持ち、その内の9つは500回以上引用されている。
情報理論に基づくデータ分析ツールを開発し、それをCOBEやQMAPやWMAPなどの宇宙マイクロ波背景放射調査、また Las Campanas Redshift Survey や2dF銀河赤方偏移サーベイやスローン・デジタル・スカイサーベイのような銀河の赤方偏移の調査の分析に応用した。
ダニエル・アイゼンスタインと Wayne Hu と共に、宇宙の標準ものさしとしてバリオン音響振動を使うアイデアを提唱している。
Angelica de Oliveira-Costa と Andrew Hamilton と共に、WMAPの観測データの中に、anomalous multipole alignment があることを発見した。これは "axis of evil（悪の枢軸）"と呼ばれることがある。
ハンス・モラベックと Bruno Marchal によって提案された量子自殺の思考実験を発展させた。またマルチバースに関する数学的な議論を行った。
意識についての説明に量子効果を利用する理論（量子脳理論）を唱えている人々、たとえばロジャー・ペンローズやステュワート・ハメロフなどに対する強い批判を行っている。
テグマークは数学的宇宙仮説の提唱者としても知られている。数学的宇宙仮説とは「数学的に存在できるものは、物理的に実在する」という単純な主張である。これはある種の形而上学であるが、一切の自由なパラメータなしですべての可能な数学的構造が、物理的に実在することを主張する（自由なパラメータが無いのは、自由度と呼べるようなものが仮にあるなら、そのすべての場合に渡る物理的宇宙が実現されていると考えるためである）。つまりこれはある種の多元宇宙論である。そうした多数の宇宙の中で、自己意識を持ちうるだけの部分構造（self-aware substructures: SASs）を持つことができるほどに複雑な宇宙においては、それら自己意識を持つ部分構造たちが、自分たちが物理的な「実在の（real）」世界に居ることを見出すことになるだろう、とテグマークは示唆する。これが数学的宇宙仮説（Mathematical universe hypothesis）である。論文 "The mathematical universe（数学的宇宙）"と、そのショートバージョンである"Shut up and calculate（黙って計算しろ）"の中で内容が述べられている。

## 私生活
1997年に宇宙物理学者の Angelica de Oliveira-Costa と結婚し、2009年に離婚した。二人の間にはフィリップ（Philip）とアレクサンダー（Alexander）という二人の息子がいる。

## メディア
- 2006年、アメリカの科学雑誌 New Scientist で、未来の予測についてインタビューされた50人の内の1人であった。テグマークの未来予測は「50年以内に、宇宙の統一理論の方程式が描かれたTシャツを買えるようになるだろう」というものだった[7]。
- テグマークはドキュメンタリーen:Parallel Worlds, Parallel Livesに出演した。インタビューを行ったのはマーク・オリバー・エヴェレット （en:Mark Oliver Everett）で、量子力学における多世界解釈の提唱者ヒュー・エヴェレットの息子である。
- テグマークは他にも様々な番組に出演している。たとえば "Who's afraid of a big black hole?（巨大なブラックホールを恐れるのは誰？）"、"What time is it?（いま何時？）"、"To Infinity and Beyond（無限、その向こうへ）"、"Is Everything We Know About The Universe Wrong?（宇宙についての全ての知識は間違ってる？）"、"What is Reality?（現実とは何か）"、そしてBBCの科学シリーズ ホライゾンに全編に渡って登場する。

## 著書
- 『数学的な宇宙――究極の実在の姿を求めて』谷本真幸訳、講談社、2016年。
- 『LIFE3.0　人工知能時代に人間であるということ』紀伊國屋書店、2019年